# エスイ
エスイ（1985年5月9日 - ）は、モンゴルの女性プロレスラー、総合格闘家。モンゴル人初の女子プロレスラー。母国のモンゴルではブフで活躍。

## 経歴
2007年1月、「息吹」を主宰する吉田万里子が自らモンゴルに赴き発掘された。2月に来日。
同年5月5日、後楽園ホールのタッグマッチでデビュー。リングネームは母国の英雄、チンギス・カンの皇妃イェスイにちなむ。その後、一度帰国する。
2008年5月、再来日すると、そのまま日本に滞在する。
2009年2月から4月、センダイガールズプロレスリング主催「第二回じゃじゃ馬トーナメント」に出場してベスト4。
11月8日、CD「ハーンの末裔〜モンゴリアンチャレンジャー〜」をリリースした。
2010年2月11日、息吹の終了と共にプロレスから引退。
5月28日、SMASH.3の前日会見でSMASH格闘技部門の練習生として総合格闘技デビューを目指していることが発表された。
6月26日、アマチュアDEEPのグラップリングマッチに出場し、藤森祥子に腕ひしぎ膝固めで一本勝ちを収めた。
7月31日、プロ総合格闘技デビューとなったJEWELS 9th RINGで超弁慶と対戦し、腕ひしぎ十字固めで一本負けを喫した。当初はシュートボクシングルールで杉山しずかと対戦予定であったが、杉山の肩鎖関節脱臼および鎖骨剥離骨折により対戦相手およびルールが変更された。
12月17日、JEWELS 11th RINGで杉山しずかと対戦。1Rにパンチ連打で2度のダウンを奪い、2R開始直後にパンチ連打で計3度目のダウンを奪ったところでタオルが投入されTKO勝ちとなった。

## 戦績

### 総合格闘技
| 総合格闘技 戦績 | 総合格闘技 戦績 | 総合格闘技 戦績 | 総合格闘技 戦績 | 総合格闘技 戦績 | 総合格闘技 戦績 | 総合格闘技 戦績 |
| --------------- | --------------- | --------------- | --------------- | --------------- | --------------- | --------------- |
| 4 試合          | (T)KO           | 一本            | 判定            | その他          | 引き分け        | 無効試合        |
| 2 勝            | 2               | 0               | 0               | 0               | 0               | 0               |
| 2 敗            | 0               | 2               | 0               | 0               | 0               | 0               |

| 勝敗 | 対戦相手   | 試合結果                        | 大会名           | 開催年月日     |
| ×    | HIROKO     | 2R 2:20 腕ひしぎ十字固め        | JEWELS 15th RING | 2011年7月9日   |
| ○    | 米沢知佐   | 1R 5:00 TKO（ドクターストップ） | JEWELS 13th RING | 2011年5月14日  |
| ○    | 杉山しずか | 2R 0:13 TKO（タオル投入）       | JEWELS 11th RING | 2010年12月17日 |
| ×    | 超弁慶     | 1R 4:34 腕ひしぎ十字固め        | JEWELS 9th RING  | 2010年7月31日  |

## CD
- ハーンの末裔〜モンゴリアンチャレンジャー〜（2009年11月8日）[10]